# حمزة ماجد
حمزة ماجد مواليد 8 فبراير 1983، هو لاعب كرة يد تونسي يلعب كحارس مرمى. مثل منتخب تونس لكرة اليد.

## سجل المنافسة
شارك في البطولات التالية:
- بطولة العالم لكرة اليد للرجال 2015